# 韋爾霍利
49°35′20″N 34°40′5″E / 49.58889°N 34.66806°E
韋爾霍利（烏克蘭語：Верхоли），是烏克蘭的村落，位於該國中部波爾塔瓦州，由波爾塔瓦區負責管轄，處於科洛馬克河左岸，距離索斯尼夫卡1公里，海拔高度89米，2001年人口450。